# Piz Chaschauna
Der Piz Chaschauna, auch Pizzo Cassana oder Piz Casana ist ein 3070 m s.l.m. hoher Berg in den Livigno-Alpen an der Grenze zwischen dem Schweizer Kanton Graubünden und der italienischen Provinz Sondrio in der Lombardei. Von Südosten präsentiert sich der Berg als wenig spektakuläre Pyramide, die das einer Mondlandschaft ähnelnde Becken aus ockerfarbenem Schutt überragt. Weit schroffer sind die Flanken nach Norden und Westen.
Für Verwirrung sorgt, dass auf der Karte des Militärgeographischen Instituts Florenz der italienische Name des Berges (Pizzo Cassana) fälschlicherweise dem Gipfelpunkt der benachbarten Punta Casana (3007 m s.l.m.) zugeordnet ist. „Punta Cassana“ ist stattdessen am Gipfelpunkt dieses Berges vermerkt, die Bezeichnungen sind also vertauscht.

## Lage und Umgebung
Der Piz Chaschauna befindet sich etwa einen Kilometer nordwestlich der Punta Casana (3007 m s.l.m.) und etwa 1,3 Kilometer westlich des Piz Trupchun (2941 m s.l.m.). Mit diesen beiden Gipfeln ist er durch lange, recht geradlinige, wenig gezackte Grate verbunden, die beide die Landesgrenze darstellen. Der dritte Grat, der Nordwestgrat, ist ganz auf Schweizer Gebiet und trennt das Val Trupchun, das nördlich des Gipfels liegt, vom im Westen verlaufenden Val Chaschauna. Südöstlich des  Berges befindet sich das versteckte, weite Becken des westlichen Seitentals des Val Saliente, in das ein kleiner, runder See, der Laghetto alto del Saliente, eingebettet ist.
Der Piz Chaschauna bildet den südlichsten Punkt des Schweizerischen Nationalparks, Nordwest- und Ostgrat des Berges stellen dessen Grenze dar. Gleichzeitig ist der Berg der westlichste Punkt des Nationalparks Stilfserjoch, dessen westlichster Zipfel die Bergflanke südlich des Ostgrats ist.

## Alpinismus
Es gibt verschiedene vergleichsweise einfache Routen, den Gipfel zu erreichen. Auch wenn diese keine Kletterstellen aufweisen, sind sie teilweise weglos und werden mit EE (escursionisti esperti ‚geübte Wanderer‘) oder in der SAC-Wanderskala mit T3 bis T4 bewertet.
Die meisten dieser Routen führen zuletzt über die Bocchetta alta del Saliente (2896 m), der tiefsten Einschartung des Verbindungsgrats zur Punta Casana, und von dort über den unschwierigen Südostgrat (T2) zum Gipfel. Die Bocchetta alta del Saliente kann man beispielsweise vom Pass Chaschauna unter Umgehung der Punta Casana erreichen. Vom Pass gelangt man in nordöstlicher Richtung über den breiten Rücken auf eine Kuppe mit Steinmann (2788 m). Von dort erreicht man leicht absteigend einen weiteren Sattel (2766 m), wo man den Grat verlässt und die westlichen Seite der Punta Casana auf etwa gleichbleibender Höhe quert. Nach einem kurzen Aufstieg erreicht man die Bocchetta alta del Saliente. Vom Pass Chaschauna zum Gipfel benötigt man laut Literatur 1½ Stunden, die Gehzeit zum Pass von der Ponte Calcheira nahe Livigno wird mit 2½ Stunden angegeben.
Neben der Möglichkeit, die Besteigung des Piz Chaschauna mit der Besteigung der Punta Casana zu kombinieren und den gesamten Verbindungsgrat zu begehen, gibt es weitere Möglichkeiten, um zur Bocchetta alta del Saliente zu gelangen. Zum einen, indem man von Livigno aus die westliche Talseite des Val Saliente quert und so in das Becken südöstlich des Piz Chaschauna gelangt. Zum anderen ist ein Anstieg von der Schweizer Seite durch das Val Chaschauna möglich.
Auch der lange, nahezu ebene Ostgrat, der Verbindungsgrat zum Piz Trupchun, stellt eine weitere Anstiegsvariante mit vergleichbarer Schwierigkeit dar, felsigere Abschnitte können auf der Südseite umgangen werden. Für die Begehung dieses Grats ist laut Literatur eine Stunde einzuplanen. Der Piz Trupchun kann weglos aber ohne Schwierigkeiten aus dem oberen Val Saliente erreicht werden.

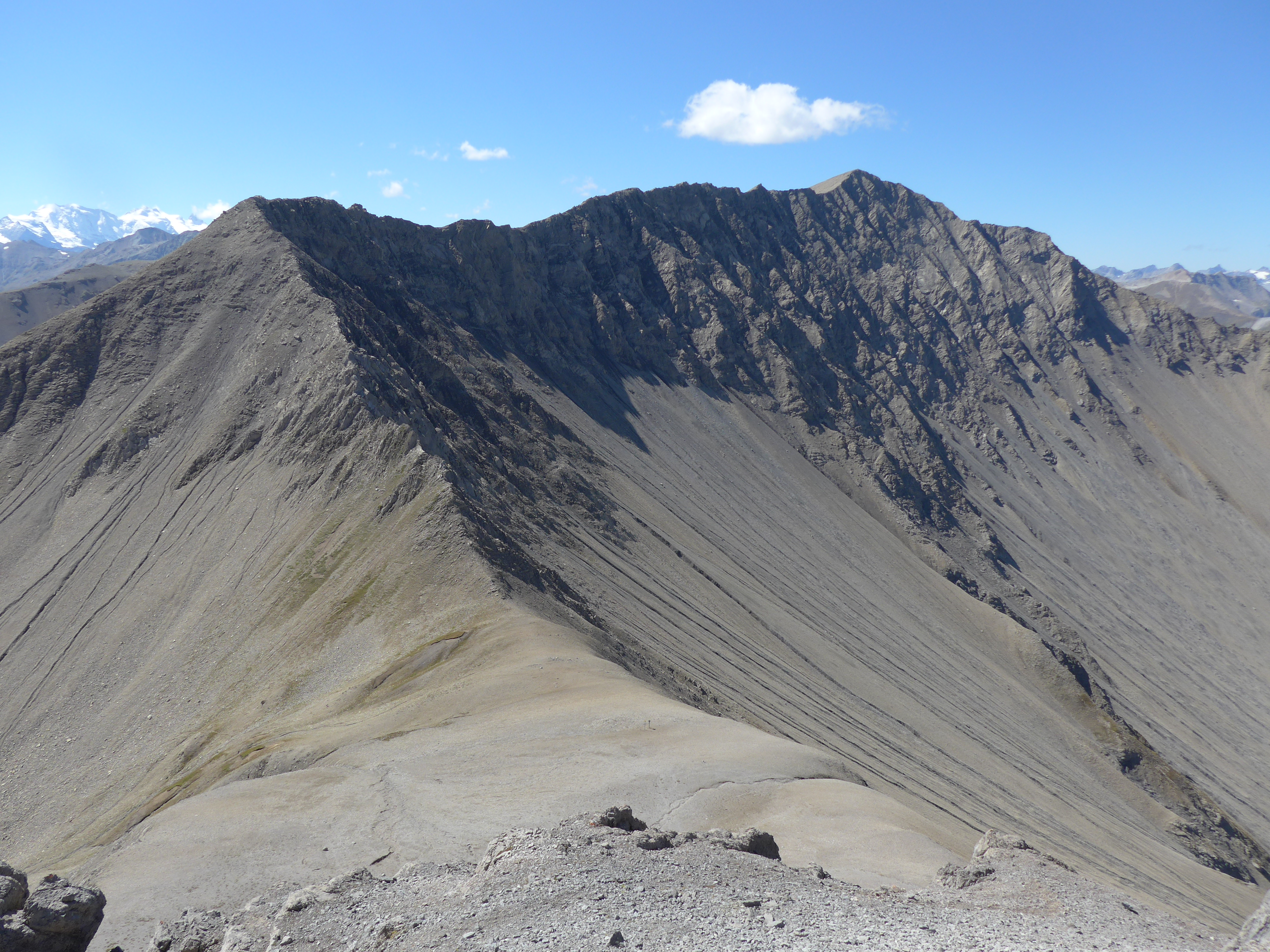
Piz Chaschauna (rechts) von Nordosten, links der Piz Trupchun, vorn die Fuorcla Trupchun.
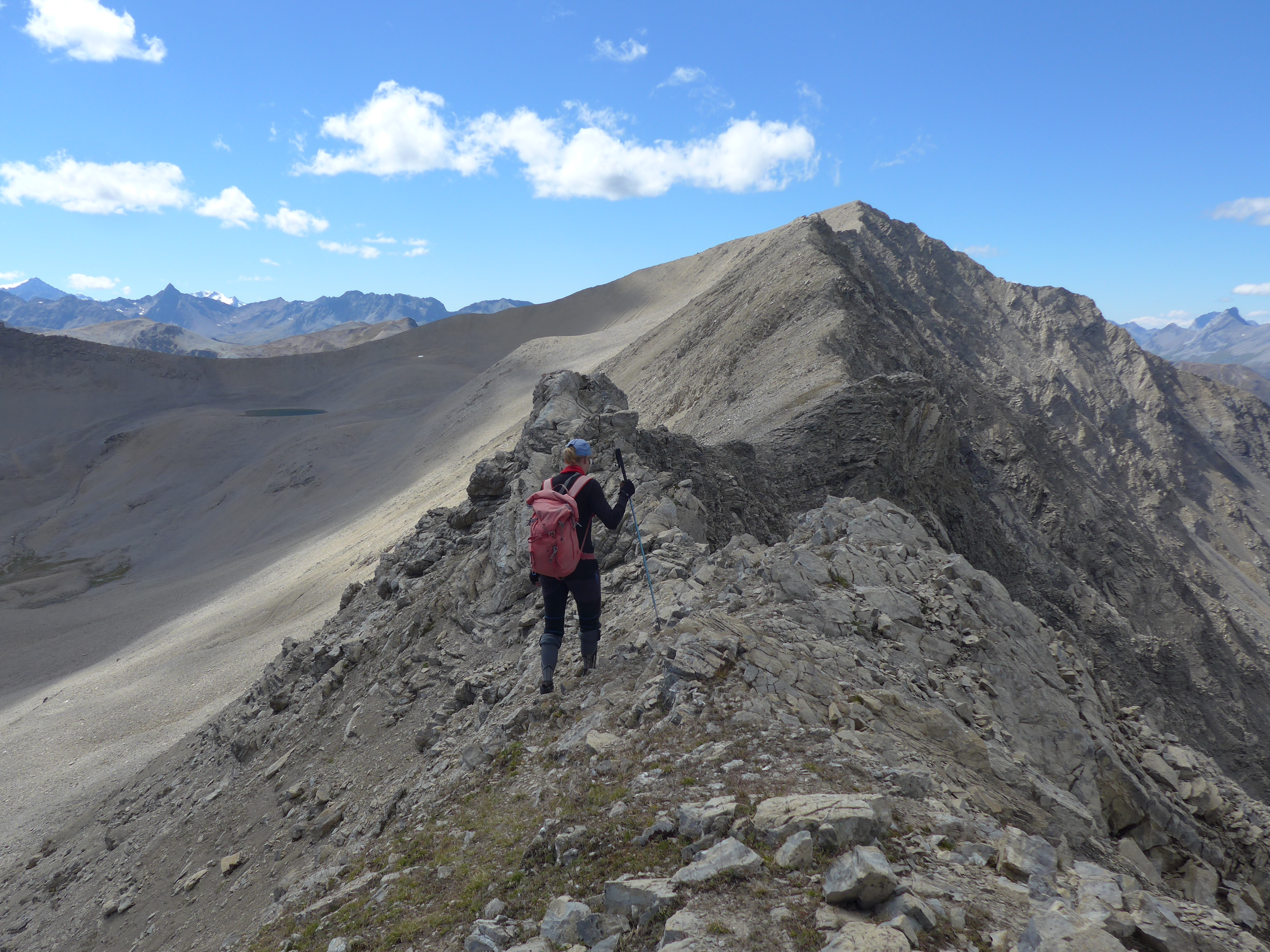
Ostgrat des Piz Chaschauna vom Piz Trupchun